# Охлябинин, Николай Иванович
Никола́й Ива́нович Охлябинин (1862 — после 1917) — русский офицер и общественный деятель, член IV Государственной думы от Тамбовской губернии.

## Биография
Православный. Из потомственных дворян Тамбовской губернии. Землевладелец Борисоглебского уезда (800 десятин).
Окончил 3-ю военную гимназию (1880) и Александровское военное училище (1882), выпущен корнетом в 1-й гусарский Сумский полк. Прошел в полку все должности до командира 2-го эскадрона и вышел в запас в чине ротмистра в 1890 году.
Выйдя в запас, служил земским начальником в Борисоглебском уезде (1891—1892). Избирался гласным Борисоглебского уездного и Тамбовского губернского земских собраний (с 1891), почетным мировым судьей (с 1891) и борисоглебским уездным предводителем дворянства (1896—1917). Дослужился до чина действительного статского советника (1905). Состоял почетным попечителем Борисоглебской Александровской гимназии. Был кандидатом в члены Государственного совета от Тамбовского губернского земства. Был членом «Союза 17 октября».
В 1912 году был избран в члены Государственной думы от Тамбовской губернии съездом землевладельцев. Входил во фракцию октябристов, после её раскола — в группу земцев-октябристов. Входил в Прогрессивный блок. Состоял членом комиссий: по судебным реформам, редакционной и земельной.
Судьба после 1917 года неизвестна. Был женат, имел дочь.

## Награды
- Орден Святого Станислава 2-й ст. (1896)
- Орден Святого Владимира 4-й ст. (1902)
- Орден Святого Владимира 3-й ст. (1912)
- Орден Святого Станислава 1-й ст. (1914)

- медаль «В память царствования императора Александра III» (1896)
- медаль «В память 300-летия царствования дома Романовых» (1913)